# Малверн (Пенсилванија)
Малверн (енгл. Malvern) град је у америчкој савезној држави Пенсилванија.

## Демографија
По попису из 2010. године број становника је 2.998, што је 61 (-2,0%) становника мање него 2000. године.
| Група             | 2000.         | 2010.         |
| Белци             | 2.754 (90,0%) | 2.632 (87,8%) |
| Афроамериканци    | 117 (3,8%)    | 86 (2,9%)     |
| Азијати           | 99 (3,2%)     | 126 (4,2%)    |
| Хиспаноамериканци | 47 (1,5%)     | 112 (3,7%)    |
| Укупно            | 3.059         | 2.998         |